# Накарай, Киёси
Киёси Накарай (яп. 半井 清 Накарай Киёси, 31 марта 1888 — 3 сентября 1982) — японский государственный деятель, мэр Йокогамы (1941—1946, 1959—1963), губернатор префектур Осака (1939—1941), Хоккайдо (1938—1939), Канагава (1936—1938), Мияги (1934—1935), Тотиги (1932—1934), Миядзаки (1931) и Сага (1931).

## Биография
Родился в префектуре Окаяма как старший сын политика Фукуи Сабуро, но был усыновлён семьёй Накарай. В июле 1913 года окончил юридический факультет (немецкое право) Токийского императорского университета. В декабре того же года стал членом администрации префектуры Осака и был назначен в региональный отдел Министерства внутренних дел. После этого занимал различные должности, такие как член правительства префектуры Осака, инспектор префектуры Осака и член правления префектуры Исикава.
В октябре 1919 года переехал в генерал-губернаторство Корею, где стал главой религиозного отдела бюро по академическим вопросам. Также занимал пост начальника отдела документации и начальника бюро по академическим вопросам.
В мае 1923 года назначен начальником второго отдела социального бюро Министерства внутренних дел. Позже занимали должности главы полиции префектуры Сига, начальника отдела внутренних дел префектуры Фукусима, начальника отдела внутренних дел префектуры Тотиги и начальника отдела внутренних дел префектуры Осака.
В январе 1931 года стал губернатором префектуры Сага. В декабре того же года был объявлен губернатором префектуры Миядзаки, но вскоре отказался от назначения и подал в отставку. В июне 1932 года стал губернатором префектуры Тотиги, а в июне 1935 года стал начальником социального бюро Министерства внутренних дел, после того как проработал губернатором префектуры Мияги. В марте 1936 года был назначен губернатором префектуры Канагава, а после губернатором префектуры Хоккайдо и Осака.
В феврале 1941 года стал главой города Иокогама и оставался на этом посту до ноября 1946 года, когда был отстранён от государственной службы. В ноябре 1952 года стал председателем Иокогамской торговой палаты и оставался в должность до 1959 года. В апреле 1959 года, после смерти бывшего мэра Иокогамы Рёдзо Хиранумы, Киёси Накарай был повторно избран мэром Иокогамы.
Умер 3 сентября 1982 года в возрасте 94 лет. Похоронен в храме Дзэнко-дзи недалеко от станции Омотэсандо в районе Минато в Токио.